# Franciszek Walicki
Franciszek Jan Walicki, ps. Jacek Grań (ur. 20 lipca 1920 w Łodzi, zm. 3 października 2015 w Gdyni) – polski dziennikarz muzyczny, publicysta, autor tekstów piosenek, działacz kulturalny, współtwórca wielu zespołów muzycznych, także kompozytor, określany jako ojciec lub ojciec chrzestny polskiego bigbitu i rocka.

## Życiorys

### Młodość
Urodził się 20 lipca 1920 r. w Łodzi jako jedyne dziecko inżyniera geodety Franciszka Walickiego i jego żony Felicji, pochodzących z Wilna uciekinierów wojennych. Do Wilna wrócił wraz z całą rodziną w 1922 r. i mieszkał tam aż do przymusowego wysiedlenia Polaków w kwietniu 1945 r. Rodzina Walickich posiadała m.in. dom na rogu ulic Montwiłłowskiej i Pańskiej w śródmieściu Wilna oraz dworek na Łosiówce. W Wilnie Franciszek junior uczęszczał do przedszkola z językiem francuskim oraz do Gimnazjum oo. Jezuitów. Opuścił je z niską lokatą przed zakończeniem roku szkolnego 1934/1935. Jesienią 1935 r. zaczął chodzić do liceum będącego częścią Gimnazjum i Liceum im. Sułkowskich w Rydzynie k. Leszna. Uzyskiwał dobre wyniki w nauce oraz w sporcie, trenował m.in. koszykówkę i lekką atletykę. Jesienią 1938 r., po ukończeniu liceum, został przyjęty do Państwowej Szkoły Morskiej w Gdyni. 15 września 1938 r. wypłynął w rejs na statku Dar Pomorza przez Maroko, Wyspy Kanaryjskie i Wyspy Zielonego Przylądka na Martynikę, do Portoryko, Kolumbii, na Jamajkę i Kubę. Poznał legendarnego kpt. Karola Olgierda Borchardta i doktora Wacława Korabiewicza. Do Gdyni wrócił w kwietniu 1939 r.

### Lata wojny
W pierwszych miesiącach wojny Franciszek Walicki znalazł się w Wilnie, gdzie m.in. zetknął się z Leopoldem Tyrmandem. 17 czerwca 1941 r. zawarł związek małżeński z Brojną (Bronisławą) Lewin. Po wejściu wojsk niemieckich oboje zostali zmuszeni do zamieszkania w getcie. Wkrótce udało im się uciec z Wilna. W marcu 1942 r. znaleźli się w Warszawie, a w czerwcu w Zakopanem, skąd udali się do Bukowiny Tatrzańskiej i Czarnego Dunajca. Tam Walicki został zatrzymany i skierowany do pracy przymusowej, z której również uciekł. Ukrywał się do końca wojny. Stracił kontakt z żoną i w 1946 r. ich małżeństwo zostało rozwiązane.

### W wojsku
W 1945 r. został wcielony do Marynarki Wojennej, gdzie zetknął się z Marianem Brandysem i Józefem Balcerakiem i rozpoczął pracę dziennikarską. Przydzielono go do Sztabu Głównego MW, którym kierował kmdr por. Stanisław Mieszkowski, stracony w 1952 r. Pod jego komendą Walicki redagował „Przegląd Morski”. Współpracował też z miesięcznikiem „Morze”, mieszkał w Gdyni w służbowym mieszkaniu, które potem musiał zmienić.
Jesienią 1946 r. poznał Czesławę Kasztelan z Poznania (ur. 13 lipca 1925, zm. 14 maja 2015), z którą ożenił się w 1947 r. Mieli jedną córkę - Iwonnę, zamężną Artwich (ur. 23 października 1947, zm. 4 maja 2014).

### W prasie
W 1952 r. Franciszek Walicki wystąpił z Marynarki Wojennej i zaczął długoletnią współpracę z „Głosem Wybrzeża”. Pisał recenzje filmowe, felietony, reportaże z podróży, m.in. do Londynu, oraz robił wywiady. Redagował dodatek kulturalny gazety Dziewiąta fala. Poznał takie postaci ówczesnego życia kulturalnego jak Lech Bądkowski, Mieczysław Czychowski, Franciszek Fenikowski, Leszek Herdegen, Zbigniew Kosycarz, Agnieszka Osiecka, Sławomir Sierecki czy Maciej Słomczyński. Mieszkał przy ul. Bema. W wolnych chwilach malował. W „Głosie Wybrzeża” pracował do 1966 r.

### Jazz i muzyka młodzieżowa
W połowie lat 50. zainteresował się jazzem. Był członkiem Komitetów Honorowych pierwszych dwóch Festiwali Muzyki Jazzowej, które odbyły się w Sopocie w 1956 i 1957 r. Działał w gdańskim Jazz-Clubie, istniejącym w latach 1957–1961. Organizował też prelekcje nt. muzyki rockandrollowej. Na początku 1959 r. zaopiekował się gdańskim zespołem Rhythm and Blues, który 24 marca 1959 r. w Gdańsku w klubie Rudy Kot dał pierwszy w Polsce koncert rock and rolla.
Po odgórnym rozwiązaniu grupy Rhythm and Blues, która dała ostatni koncert 27 października 1959 r. w Gdańsku, Franciszek Walicki powołał zespół Czerwono-Czarni, który zadebiutował 23 lipca 1960 r. w sali klubu Żak w Gdańsku, i opiekował się nim do września 1961 r. Dla jego muzyki i brzmienia stworzył określenie „big-beat”, spolszczone na „muzyka mocnego uderzenia”. 2 lipca 1961 r. jego występ zainaugurował działalność klubu Non Stop w Sopocie, który również był pomysłem Walickiego. Klub zapoczątkował akcję poszukiwania młodych talentów w polskiej muzyce rozrywkowej.
Wiosną 1962 r. powołał zespół Niebiesko-Czarni, który zadebiutował 24 marca 1962 r. w gdańskim Żaku. Grupą opiekował się do końca 1967 r. Odbył z nią trasy zagraniczne po Francji, Szwecji, Holandii, Jugosławii i Luksemburgu. Rozpoczął pisanie tekstów piosenek dla zespołu i jego członków. Jako „Jacek Grań” napisał łącznie 45 piosenek, które śpiewali m.in. Czesław Niemen, Wojciech Korda, Ada Rusowicz, Czerwone Gitary, Piotr Szczepanik, Breakout, SBB i Urszula Sipińska. Wydano je na ponad 300 płytach. Wszystkie wielkie przeboje z tekstami Walickiego ukazały się na składance Nazywano nas dziećmi Belzebuba wydanej w 1994 r. przez Polskie Nagrania.
Na początku 1968 r. Franciszek Walicki zetknął się z Tadeuszem Nalepą i jego zespołem Breakout, który nakłonił do unowocześnienia brzmienia. Od połowy 1968 r. do listopada przebywał z zespołem w Holandii. Doradzał grupie przy nagraniach pierwszych dwóch płyt, do których napisał też kilka tekstów. Z Breakoutem współpracował do 1970 r.
27 lutego 1968 r. Walicki zainicjował cykl przeglądów muzycznych „Musicorama”, które odbywały się w sali Teatru Muzycznego „Roma” oraz Sali Kongresowej Pałacu Kultury i Nauki. W 1970 r. zaczął też publikować pismo muzyczne pod tą nazwą, które wydało jednak tylko 3 numery, a 18 lipca 1970 r. w Sali Turystycznej Grand Hotelu w Sopocie zainicjował pierwszą polską dyskotekę przebojów Musicorama 70. Był jej kierownikiem artystycznym, prowadził ją z takimi prezenterami jak Piotr Kaczkowski, Marek Gaszyński, Witold Pograniczny, Jacek Bromski czy Dariusz Michalski.
W marcu 1971 r. w Siemianowicach Śląskich Franciszek Walicki zetknął się z Józefem Skrzekiem i muzykami SBB, którym później pomógł w karierze krajowej i zagranicznej. Wymyślił dewizę zespołu: „Szukaj, Burz, Buduj”. Towarzyszył grupie na tournée po Niemczech w 1974 r. Napisał tekst utworu Odlot z pierwszej płyty grupy.
Pod koniec lat 70. doradzał artystycznie Urszuli Sipińskiej, a później kilku młodym wykonawcom. W kwietniu 1983 r. współorganizował Ogólnopolski Turniej Młodych Talentów, w którym triumfowały zespoły Azyl P. i Klaus Mitffoch.

### Reaktywacja
W połowie lat 80. udało mu się zgromadzić większość gwiazd polskiego mocnego uderzenia i muzyki rozrywkowej lat 60. i 70. na koncertach z cyklu Old Rock Meeting. Pierwszy odbył się w Operze Leśnej w Sopocie 11 i 12 lipca 1986 r. i pociągnął za sobą wielkie tournée dawnych gwiazd po kraju, zakończone dwoma koncertami 11 i 12 lipca 1987 r. również w Operze Leśnej w Sopocie. Nagrania z Sopotu ukazały się na płytach Old Rock Meeting A.D. 1986 i Old Rock Meeting. Czy nas jeszcze pamiętasz? oraz były prezentowane w telewizji.

### Na emeryturze
Na początku 1995 r. firma Video Studio Gdańsk przygotowała film o Franciszku Walickim I nie żałuj tego w opracowaniu Wojciecha Fułka i Pawła Chmielewskiego, emitowany w lipcu 1995 r. w Programie 2 TVP. Równocześnie wydawnictwo T.R.Z. Wojciecha Trzcińskiego opublikowało wspomnienia „ojca chrzestnego polskiego rocka” Szukaj Burz Buduj. Wznowiono je w 2002 r.

Na jego dorobek składa się także ponad 2000 publikacji na temat muzyki i kultury (głównie młodzieżowej), wiele tysięcy artykułów prasowych, wspomnień i listów do redakcji licznych czasopism.

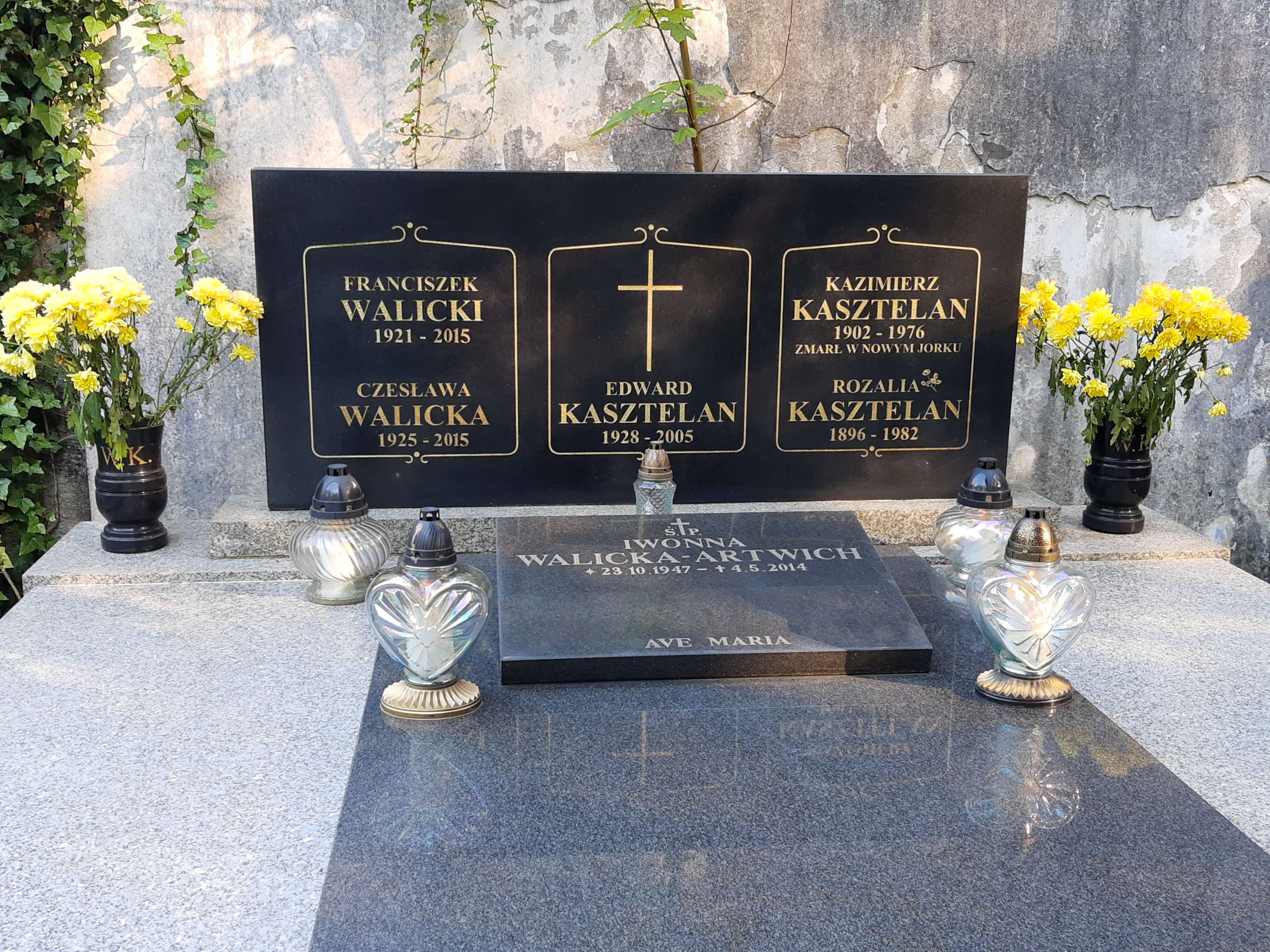
Grób Franciszka Walickiego na cmentarzu Witomińskim

Do przełomu tysiącleci Walicki uczestniczył w imprezach muzycznych i sportowych, m.in. w meczach koszykówki. 7 czerwca 2004 roku Franciszek Walicki otworzył wystawę swojej kolekcji, w której znalazły się m.in. plakaty, zdjęcia, artykuły prasowe, wzmacniacz koncertowy o mocy 15 watów, perkusja Czerwonych Gitar, gitara Krzysztofa Klenczona, stroje sceniczne Wojciecha Kordy i Ady Rusowicz, buty i harmonijki ustne Tadeusza Nalepy, gramofon „Bambino” i płyty pocztówkowe, radio „Sonata”, wzmacniacz muzyczny z lat 60. Wystawa ta stała się początkiem Muzeum Polskiego Rocka, mieszczącego się w budynku klubu Rudy Kot w Gdańsku. W czerwcu 2000 r. wziął udział w sympozjum Rock i polityka, zorganizowanym przez Nadbałtyckie Centrum Kultury w Gdańsku. Z powodu stanu zdrowia i wieku ograniczył życie towarzyskie i kulturalne. Mieszkał z żoną w centrum Gdyni przy ul. Władysława IV.
W 2012 r. Franciszek Walicki, w ciągu trzech miesięcy, napisał książkę „Epitafium na śmierć rock’n’rolla” wydaną przez Fundację Sopockie Korzenie.
Zmarł 3 października 2015 r. w Gdyni, w wieku 95 lat. Pochowany na cmentarzu Witomińskim w Gdyni (kwatera 77-28-3).

## Autor tekstów piosenek
Piosenki z jego tekstami można usłyszeć m.in. w wykonaniu takich artystów, jak: Krzysztof Klenczon, Wojciech Korda, Kasia Kowalska, Mira Kubasińska, Czesław Niemen, Małgorzata Ostrowska, Ada Rusowicz, Urszula Sipińska, Józef Skrzek, Stanisław Sojka, Piotr Szczepanik, a także aktorów teatru Studio Buffo (m.in. Katarzyny Groniec, Janusza Józefowicza, Nataszy Urbańskiej).
- „Adagio Cantabile” (muz. J. Popławski)
- „Baw się w ciuciubabkę” (muz. C. Niemen)
- „Coś, co kocham najwięcej” (muz. C. Niemen)
- „Czy będziesz sama dziś wieczorem” (muz. C. Niemen)
- „Czy mnie jeszcze pamiętasz?” (muz. C. Niemen)
- „Gdybyś kochał, hej” (muz. T. Nalepa)
- „Hej, dziewczyno, hej” (muz. C. Niemen)
- „Mamo, nasza mamo” (muz. F. Walicki)
- „Na drugim brzegu tęczy” (muz. T. Nalepa)
- „Nie bądź na mnie taki zły” (muz. Buddy Greco)
- „Nie pukaj do mych drzwi” (muz. C. Niemen)
- „Niedziela będzie dla nas” (muz. Z. Podgajny)
- „Odlot” (muz. J. Skrzek)
- „Poszłabym za tobą” (muz. T. Nalepa)
- „Puste koperty” (muz. J. Davis)
- „Smutny list” (muz. W. Korda)
- „Taka jak ty” (muz. K. Klenczon)
- „Wiem, że nie wrócisz” (muz. C. Niemen)
- „Za daleko mieszkasz, miły” (muz. C. Niemen)

## Ordery i odznaczenia
- Krzyż Oficerski Orderu Odrodzenia Polski (12 lipca 1996)[8]
- Złoty Krzyż Zasługi
- Medal 10-lecia Polski Ludowej (11 stycznia 1955)[9]
- Złoty Medal „Zasłużony Kulturze Gloria Artis” (29 kwietnia 2009)[10][11]
- Medal Prezydenta Miasta Gdańska
- Medal honorowy Prezydenta Gdyni „Civitas e Mari” (2009)[12]
- Medal im. Eugeniusza Kwiatkowskiego[13]
- Złota Odznaka Stowarzyszenia Dziennikarzy Polskich
- Złota Odznaka Stowarzyszenia Autorów ZAiKS (2009)[14]
- Medal Sprawiedliwy Wśród Narodów Świata

Źródło:.

## Nagrody i wyróżnienia
- Nagroda Muzyczna Programu Trzeciego im. Mateusza Święcickiego – „Mateusz” za pomysł i realizację koncertów „Old Rock Meeting – Czy nas jeszcze pamiętasz” (1987)
- Grand Prix XXXV Międzynarodowego Festiwalu Piosenki w Sopocie ’98 za całokształt dokonań (1998)
- Nagroda Artystyczna Prezydenta Gdyni (2003)
- Nagroda ZAiKS-u za popularyzację polskiej twórczości rozrywkowej – za wystawę „Gdynia – rock’n’roll – Niemen” (2004)[14]
- Nagroda Prezydenta Miasta Gdańska w Dziedzinie Kultury z okazji 50. rocznicy pierwszego koncertu zespołu Rhythm and Blues (2009)[16]

## Upamiętnienie

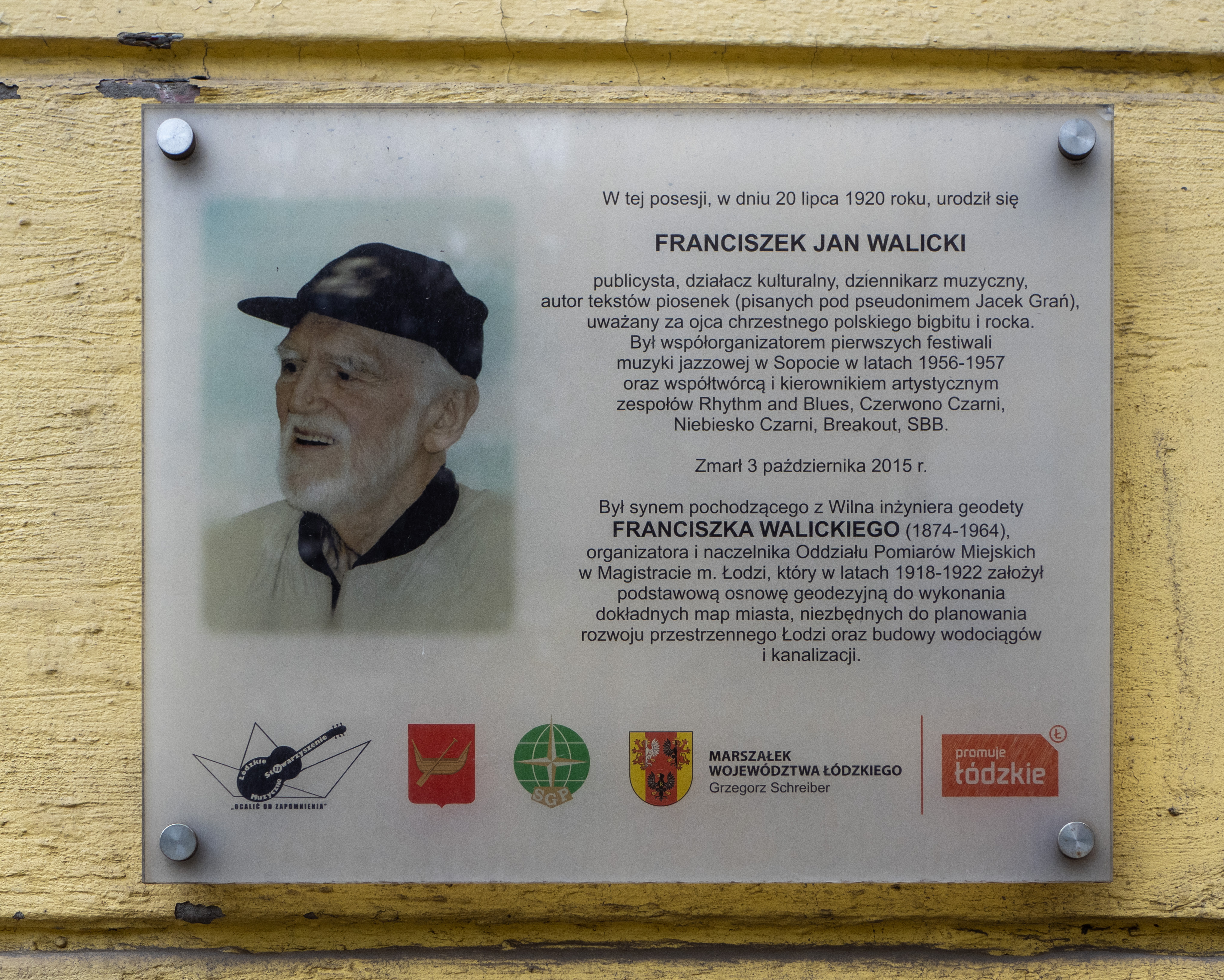
Tablica upamiętniająca Franciszka Walickiego na ul. Kilińskiego 107 w Łodzi

W 2009 r. z okazji 50. rocznicy rock'n'rolla w Polsce, w „Krzywym Domku” w Sopocie otwarto „Aleję Franciszka Walickiego”.
W 2019 r. uhonorowano Franciszka Walickiego pamiątkową tablicą, umieszczoną na frontonie domu w którym się urodził, w Łodzi przy ul. Kilińskiego 107.